# Stockholm Chamber Brass
Das Stockholm Chamber Brass ist ein Blechbläserquintett, das sich 1985 unter dem Namen Fracasso Brass Quintet zum Spielen von Kammermusik gebildet hatte. 1988 benannten die fünf schwedischen Musiker ihr Ensemble in den aktuellen Namen um.

## Geschichte
Mit Unterstützung der Königlich schwedischen Musikakademie nahm das Ensemble 1988 am Internationalen Wettbewerb für Blechbläserquintette in Narbonne in Frankreich teil, wo es den ersten Preis gewann. Das Quintett hat einen großen Anteil an der Erweiterung des modernen Repertoires von Blechbläserquintetten. Es hat seit seiner Gründung mehr als über 50 Kompositionen in Auftrag gegeben und uraufgeführt.
Das Ensemble gilt als eines der weltweit führenden Blechbläserensembles und spielt bei Festivals, wie dem Kissinger Sommer und dem Schleswig-Holstein Musik Festival, zurückliegend auch bei den Niedersächsischen Musiktagen. Die Mitglieder geben Meisterkurse an Musikhochschulen und leiten seit 2016 eine eigene Stockholm Chamber Brass Academy.

## Musiker

### Aktive Musiker

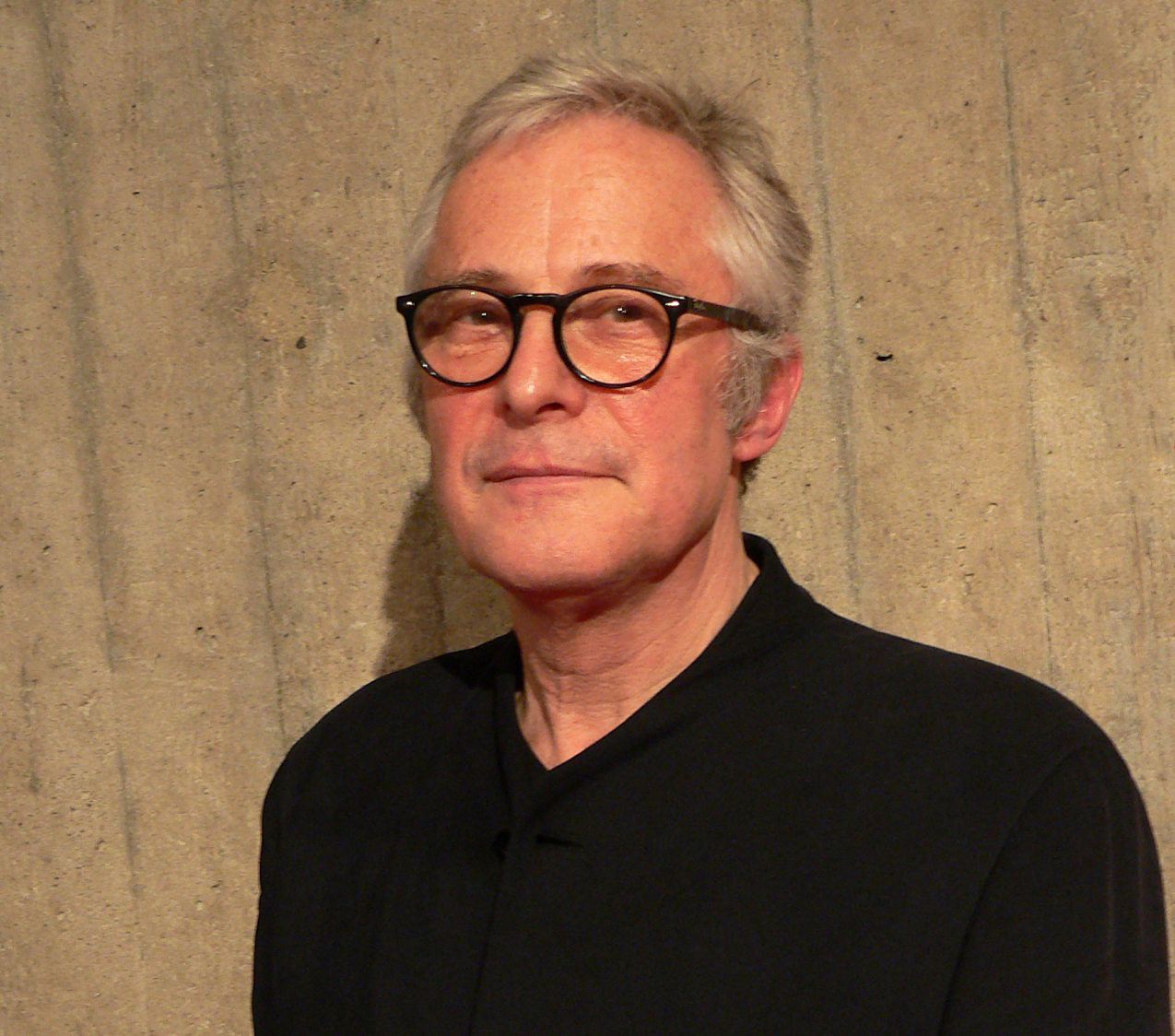
Gründungsmitglied Jonas Bylund

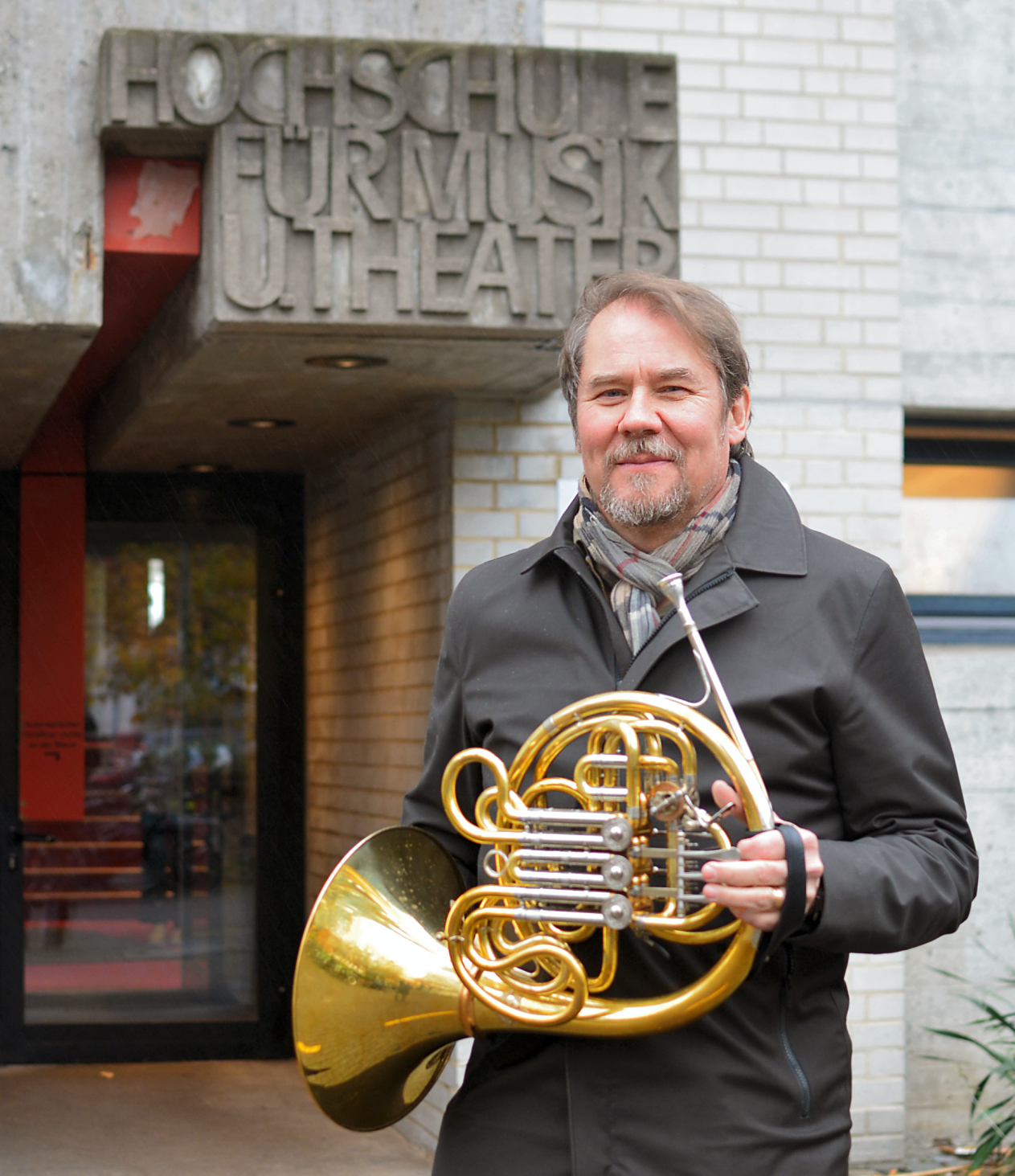
Ehemaliges Ensemblemitglied Markus Maskuniitty

- Urban Agnas, Trompete
- Jonas Bylund, Posaune
- Dirk Hirthe, Tuba
- Annamia Larsson, Horn
- Tom Poulson, Trompete

### Ehemalige Musiker
- Sami Al Fakir
- Jeroen Berwaerts
- Jens Bjørn-Larsen
- Markus Maskuniitty
- Lennart Nord
- Tora Thorslund

## Tonträger

### Schallplatten & CDs
- 1992 Heavy Metal, BIS
- 1994 Sounds Of St. Petersburg, BIS
- 1995 Clockworks, BIS
- 2002 Now, BIS
- 2009 Foliations, BIS
- 2024 Open, Genuin

### DVDs
- 2012 Then – Renaissance Airs And Dances Arranged For Brass Quintet, BIS